# Пол Томас Андерсон
Пол Томас Андерсон (англ. Paul Thomas Anderson; нар. 26 червня 1970, Лос-Анджелес, США) — американський режисер і сценарист. 11-разовий номінант на премію «Оскар», призер трьох провідних кінофестивалів світу — Каннського, Венеційського, Берлінського — за режисуру фільмів «Кохання, що збиває з ніг» (2002), «Нафта» (2007) і «Майстер» (2012) відповідно.

## Біографія
Народився 26 червня 1970 року в Студіо-Сіті (район Лос-Анджелеса), штат Каліфорнія, США, в сім'ї актора Ерні Андерсона. У шкільні роки захоплювався кінематографом, навіть зняв аматорський короткометражний фільм. Два семестри Пол Томас Андерсон провчився в Емерсон-коледжі, поступив у кіношколу при Нью-йоркському університеті, щоправда, пробув у ній ще менше. Свою кар'єру в кіно він починав з роботи асистентом на студіях Нью-Йорка та Лос-Анджелеса, що випускали телефільми й телешоу, потім брав участь як помічник у постановці кількох незалежних фільмів.
У 1992 році Пол Томас Андерсон за своїм сценарієм і за допомогою позиченої камери зняв свій перший фільм — короткометражну картину «Сигарети і кава». Наступного року дебютний фільм був показаний на кінофестивалі «Санденс», а режисер отримав можливість поставити свою першу повнометражну стрічку. В 1996 році його перша повнометражна робота «Фатальна вісімка», знята за участю багатьох знаменитих акторів, демонструвалася на кінофестивалях Каннському й «Санденсі», а сам Андерсон був названий найперспективнішим режисером 1997 року.
Наступна його робота, «Ночі в стилі бугі», незважаючи на досить скандальну тему — в ній розповідалося про світ порноіндустрії кінця 1970-х років, — удостоїлася безлічі схвальних відгуків критиків, а також отримала кілька професійних премій і була висунута на «Золотий глобус» і «Оскар» у кількох номінаціях. У 1999 році на екрани вийшов його наступний фільм — «Магнолія», в якому знялося багато акторів із попередньої успішної картини.
Фільм Андерсона «Нафта», що вийшов в 2007 році, отримав дві премії «Оскар»: за найкращого актора (Деніел Дей-Льюїс) та найкращу роботу оператора (Роберт Елсвіт, був нагороджений «Срібним ведмедем» за найкращу режисуру на міжнародному кінофестивалі в Берліні в 2008 році, а також належить до ТОП-3 списку найвеличніших у ХХІ столітті за рейтингом ВВС. Також до переліку зі 100 фільмів належать ще дві картини режисера.
Двічі створював чорні комедії за романами Томаса Пінчона: «Вроджена вада» у 2014 році та «Одна битва за іншою» у 2025 році.
Одружений з американською актрисою й комедіанткою Маєю Рудольф. Виховали чотирьох дітей.

## Режисерський стиль
Фільми Пола Томаса Андерсона, що відрізняються великою кількість дійових осіб і складним, багатошаровим сюжетом, знаходять визнання як у глядачів, так і у критиків. У своїх сценаріях Андерсон виписує ролі спеціально для своїх улюблених акторів, які завжди грають в його фільмах: Філіп Сеймур Гоффман, Філіп Бейкер Голл, Джуліанн Мур, Вільям Мейсі, Луїс Гузман і Джон Ріджелі. Крім них у фільмах Пола Андерсона знімалися Гвінет Пелтроу, Семюел Л. Джексон, Марк Волберг, Берт Рейнольдс, Том Круз і Адам Сендлер.

## Фільмографія
- 1993: Сигарети та кава / Cigarettes & Coffee (короткометражний)
- 1996: Фатальна вісімка / Hard Eight
- 1997: Ночі в стилі бугі / Boogie Nights
- 1999: Магнолія / Magnolia
- 2002: Кохання, що збиває з ніг / Punch-Drunk Love
- 2007: Нафта / There Will Be Blood
- 2012: Майстер / The Master
- 2014: Вроджена вада / Inherent Vice
- 2017: Примарна нитка / Phantom Thread
- 2021: Локрична піца / Licorice Pizza
- 2025: Одна битва за іншою / One Battle After Another

## Музичні відео
- 1997: Try / Майкл Пенн
- 1998: Across the Universe / Фіона Епл
- 1998: Fast as You Can / Фіона Епл
- 1999: Save Me / Еймі Манн
- 2000: Limp / Фіона Епл
- 2000: Paper Bag / Фіона Епл
- 2002: Here We Go / Джон Брайон
- 2013: Hot Knife / Фіона Епл
- 2015: Sapokanikan / Джоанна Ньюсом
- 2015: Divers / Джоанна Ньюсом
- 2016: Daydreaming / Radiohead
- 2016: Present Tense / Radiohead
- 2016: The Numbers / Radiohead
- 2017: Right Now / Haim
- 2017: Little of Your Love / Haim
- 2018: Night So Long / Haim
- 2018: Summer Girl / Haim
- 2019: Now I'm in It / Haim
- 2019: Hallelujah / Haim
- 2020: The Steps / Haim (Співрежисер Даніель Хаїм)
- 2020: Man From the Magazine / Haim
- 2022: Lost Track / Haim
- 2023: Wall of Eyes / The Smile